# Rue Franz Merjay 128
Le 128, rue Franz Merjay à Ixelles est un immeuble d'habitation conçu par l'architecte belge moderniste Lucien De Vestel en 1935.

## Contexte
Lucien De Vestel (1902 - 1967) est un architecte belge de style moderniste. Il réalise au fil de sa carrière une série de projets privés, immeubles à appartements et maisons unifamiliales, ainsi que quelques réalisations importantes dans le paysage bruxellois telles que l’extension du Muséum des sciences naturelles (1955), le crématorium d’Uccle (1935 et 1948) ainsi que le Bâtiment Berlaymont dont il dessine les plans à partir de 1959 mais dont la mise en œuvre sera achevée en 1969 par Jean Gilson (1912 - 2000), André Polak (1914 - 1988) et Jean Polak (1920 - 2012).
Il dessine en 1935 les plans de cette construction érigée à l'angle des rues Franz Merjay et Berkendael. L'architecte prendra lui-même possession d'un des appartements.

## Description du bâtiment
La construction présente un bon état de conservation. Composée de huit niveaux, dont le dernier en attique, elle contient 18 appartements.
Le rez-de-chaussée est occupé par les garages et la porte d’entrée de l’immeuble. Chaque étage comporte ensuite trois appartements moyens agencés selon le même plan se répétant du premier étage au sixième, les pièces de vie étant toutes positionnées en façade à rue. Le dernier étage comporte à l’origine les espaces destinés aux domestiques. Tous les étages sont desservis par un seul et même ascenseur. 
L’élévation de façade est entièrement réalisée en parement de briques de Boom de couleur paille enfilées sur une structure en béton armé. De la pierre bleue ciselée est utilisée pour le soubassement ainsi que les appuis de fenêtre. Les menuiseries, réalisées en bois peint en blanc, sont d’origine ou reproduites à l’identique et intègrent des systèmes de volets extérieurs enroulants à lattes de bois peintes en blanc.
La travée d’angle reçoit à chaque étage une fenêtre en bandeau subdivisée en trois parties par deux trumeaux en retrait. Celles-ci suivent la courbe d’angle de la travée. Les différents châssis sont découpés verticalement et de manière régulière en cinq parties pour les fenêtres centrales, et en trois pour les fenêtres latérales. Cette travée centrale définit l’axe de symétrie selon lequel la composition quasi identique des deux façades latérales se construit, bien que la façade rue Franz Merjay soit plus longue. Partant ainsi du centre, chaque façade est divisée en trois travées dont les éléments se répètent du premier au sixième étage. La première travée comporte des loggias sur cuisines. 
Les centres des façades latérales sont marquées par des oriels répartis du premier au sixième étage. Ceux-ci comportent à chaque étage une fenêtre en bandeau dans le prolongement de celle de la travée centrale. Chaque fenêtre est divisée par des trumeaux également en retrait, en trois parties pour la rue Franz Merjay et en deux parties pour la rue Berkendael. Chaque châssis est découpé verticalement en trois parties égales, suivant la même proportion de découpage que les fenêtres reprises sur la travée d’angle. Les deux façades s’achèvent par une travée latérale reprenant une baie à chaque étage, dont chaque fenêtre est divisée verticalement en deux parties. Rue Franz Merjay, le rez-de-chaussée accueille trois portes de garages identiques dotées d’impostes vitrées fixes, ainsi que la portée d’entrée de l’immeuble, en retrait par rapport à la façade. On retrouve les trois mêmes portes de garage rue Berkendael, sans imposte vitrée. Toutes les baies du rez-de-chaussée sont munies de grilles en ferronnerie aux motifs géométriques. Peintes en blanc, elles comportent sur leurs moitiés inférieures des verres martelés destinés à couper les vues vers l’intérieur. 
Les différents corps de façade se caractérisent par des motifs d’appareillages de briques spécifiques: globalement à demi-brique, elle est posée verticalement pour les parements des linteaux ainsi que les parties entre les bandeaux de fenêtres sur la travée centrale et les deux oriels.
L’ensemble des sept premiers niveaux est surmonté d’une fine corniche saillante parée de briques.
Ce bâtiment, par ses lignes pures et ses appareillages travaillés de briques, constitue un des témoins de la maîtrise de Lucien De Vestel des techniques de construction, et de sa capacité à en révéler l’expression des volumétries.

## Galerie

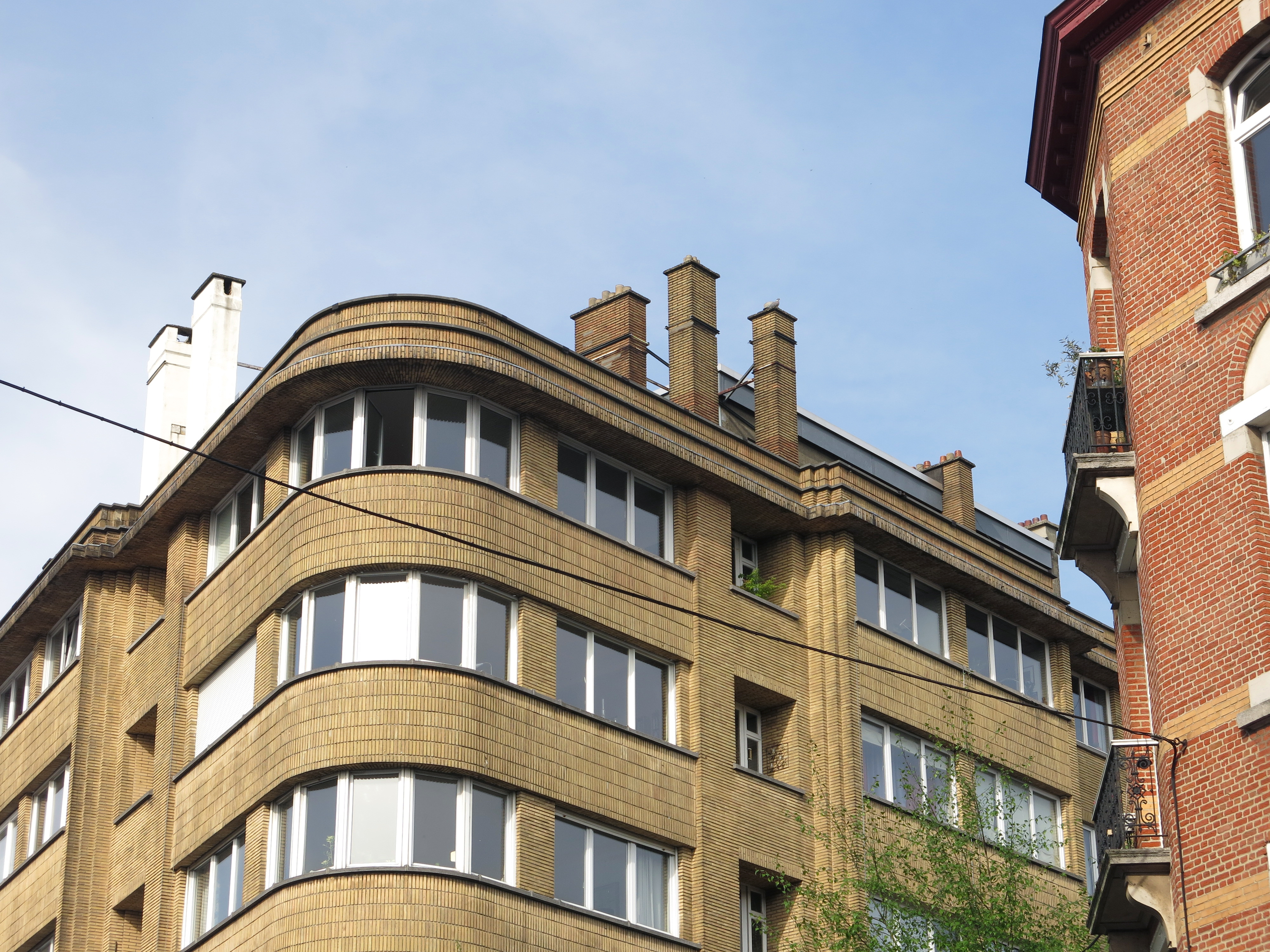
Détail de l'angle aux derniers étages
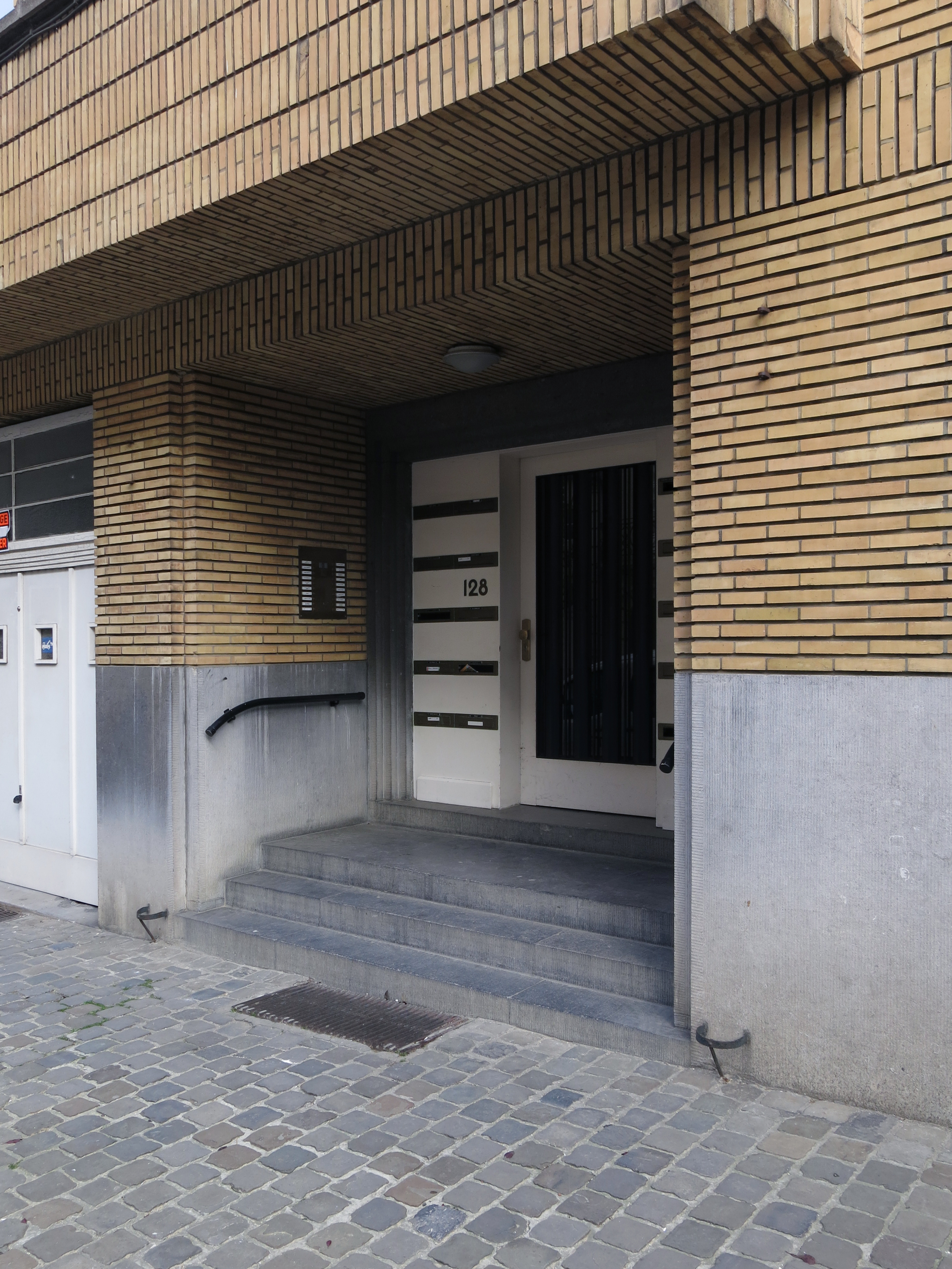
Entrée rue Franz Merjay
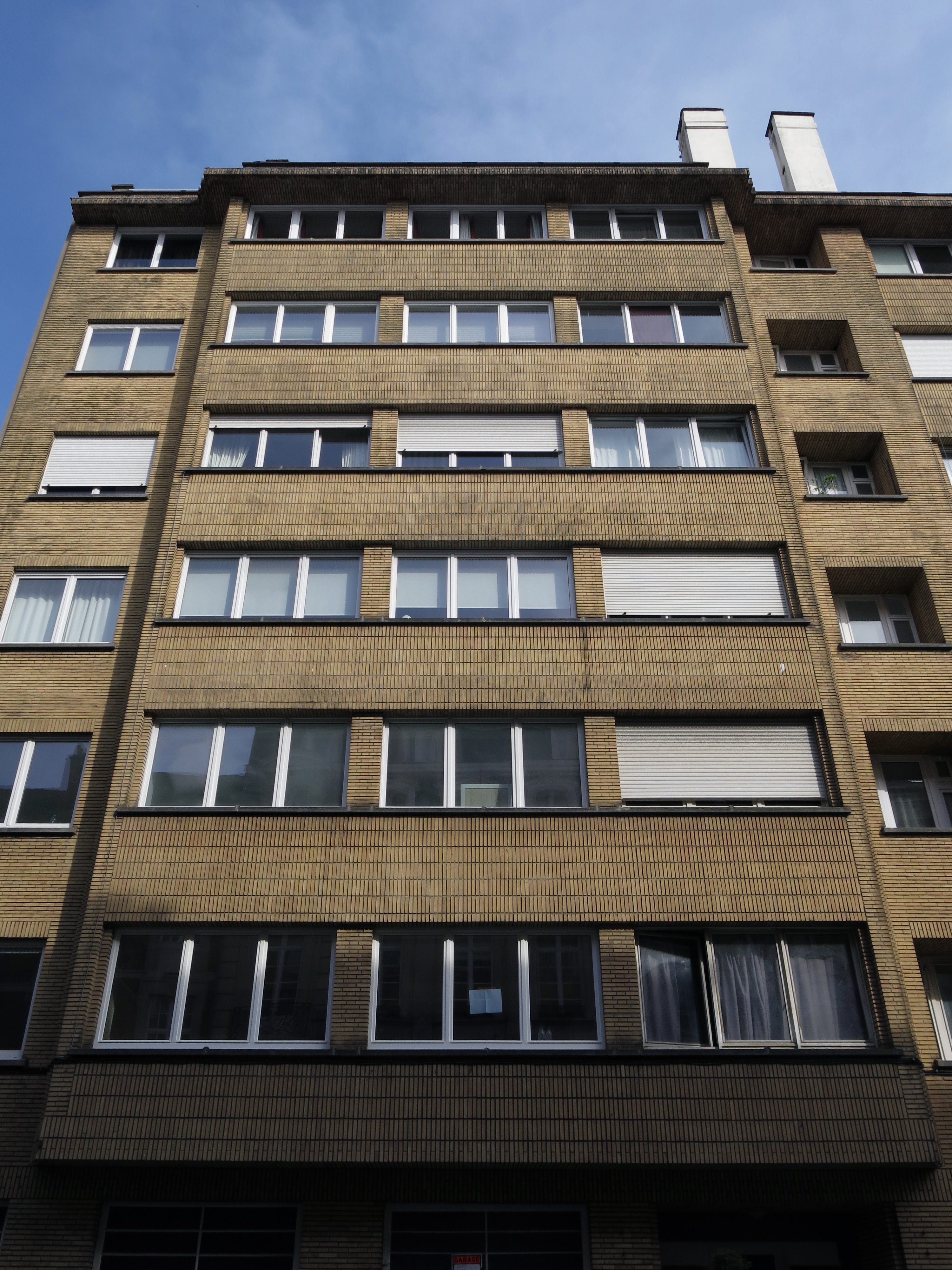
Oriel rue Franz Merjay
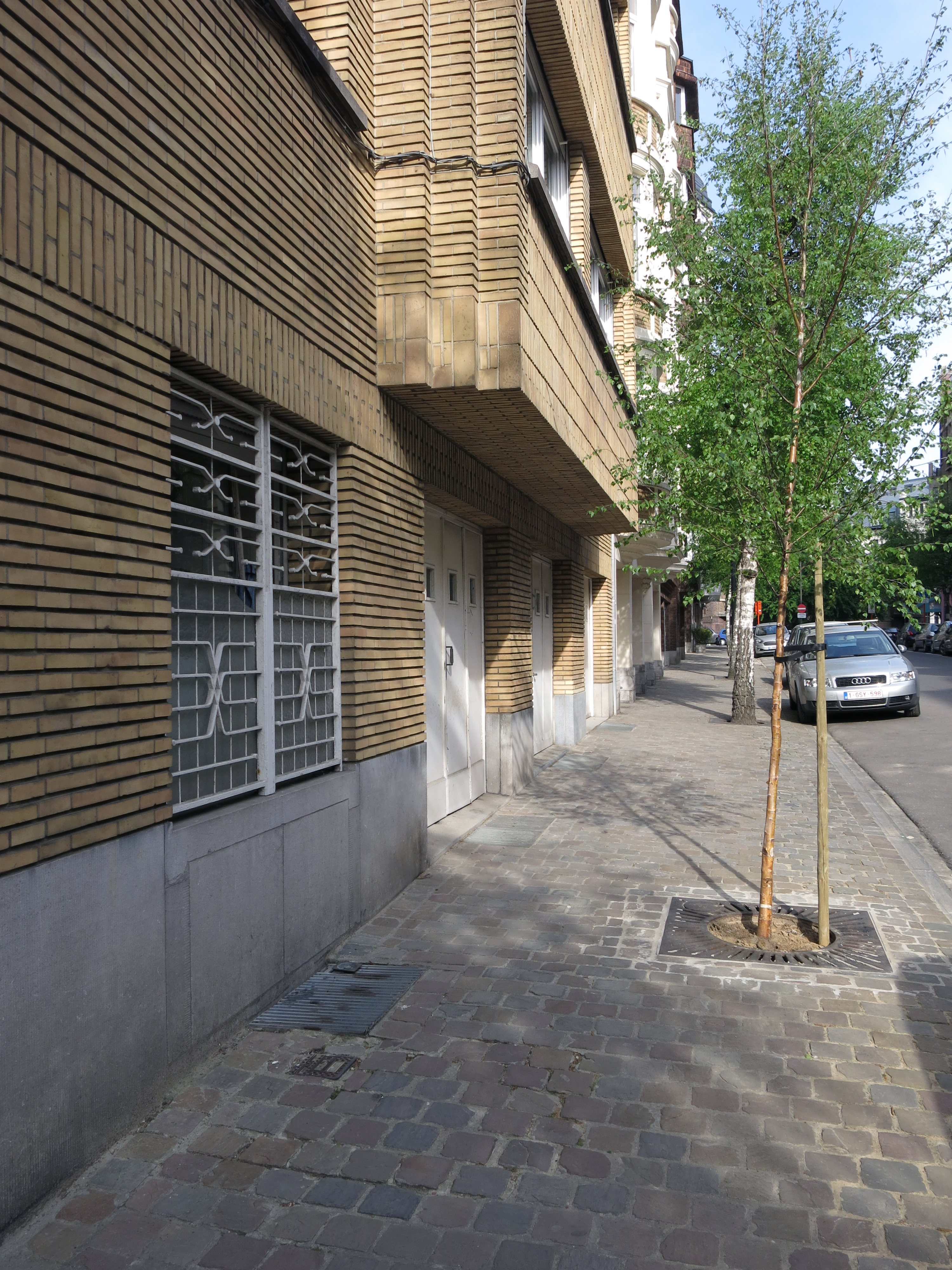
Vue de la façade vers rue Berkendael
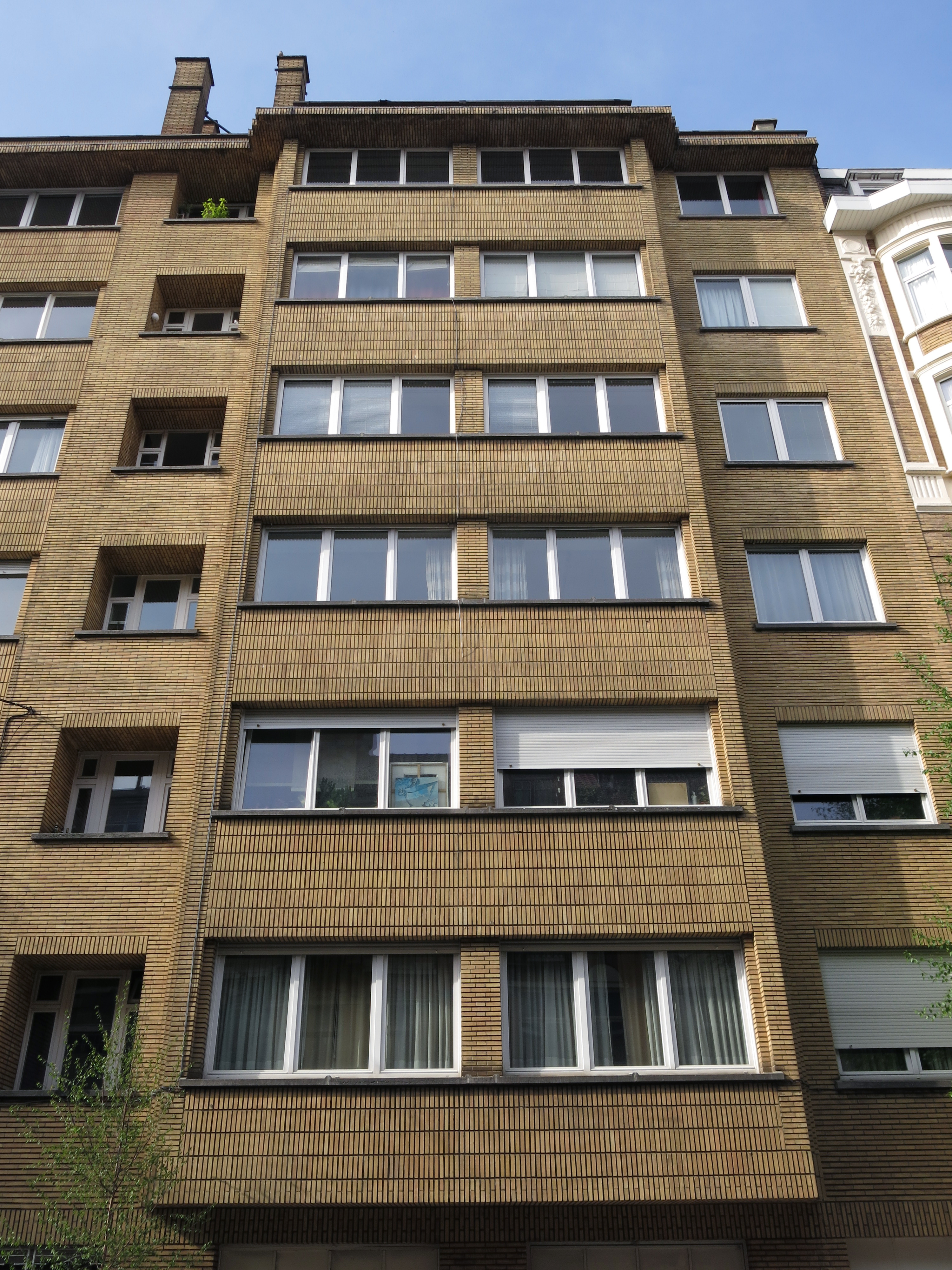
Oriel rue Berkendael
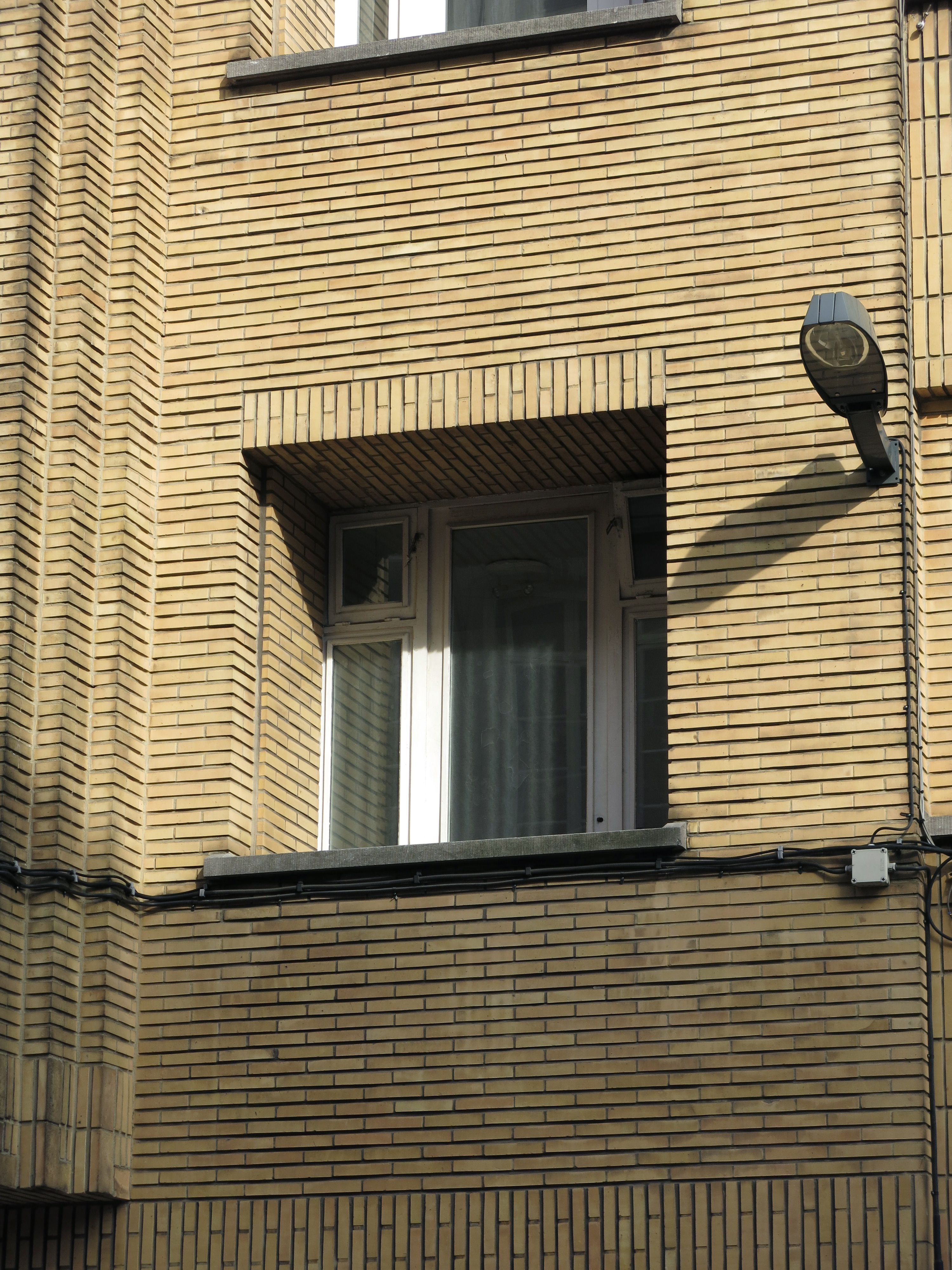
Détail loggia

## Sources
- Fonds De Vestel, CIVA/AAM, Bruxelles